# Der Bär von Berlin – Jahrbuch des Vereins für die Geschichte Berlins
Der Bär von Berlin – Jahrbuch des Vereins für die Geschichte Berlins ist ein jährlich im Dezember erscheinendes, wissenschaftliches Periodikum zur Geschichte Berlins und wird vom Verein für die Geschichte Berlins herausgegeben. Die Aufsätze behandeln Themen aus sämtlichen Epochen der Berliner Geschichte, von Archäologie bis Zeitgeschichte, und aus sämtlichen Bereichen, von Arbeiterbewegung bis Zoologie. Seit 1964 enthalten die Bände auch den jährlichen Tätigkeitsbericht des Vereins.

## Geschichte
Ursprünglich gab der Verein für die Geschichte Berlins mit den Schriften des Vereins für die Geschichte Berlins und den Mitteilungen des Vereins für die Geschichte Berlins zwei wissenschaftliche Publikationen heraus. In den Anfangsjahren der Bundesrepublik Deutschland war der Druck beider Publikationen finanziell nicht umsetzbar, sodass 1951 erstmals ein Jahrbuch herausgegeben wurde. Die Schrift war in den Anfangsjahren auf eine Bezuschussung des Berliner Abgeordnetenhauses und der Deutschen Klassenlotterie Berlin (1965 und 1977) angewiesen, später wurde das Jahrbuch unter anderem durch Werbeanzeigen finanziert. Seit 1952 wird das Jahrbuch in einem Verlagsprogramm publiziert. 1955 erschien erstmals eine Bibliographie zur Berliner Geschichte.
Von 1951 bis 1973 wurde das Jahrbuch in einem festen Bucheinband gebunden, seit 1952 mit einem Schutzumschlag, auf dem ein großformatiges Bild abgebildet wurde. Von 1974 bis 1999 hatte der Einband einen gelben Farbton und ein halbseitiges Bild. Seit 2000, mit Ausnahme des Jubiläumsbandes 2014/15, ist das Jahrbuch in Dunkelblau gehalten, ebenso der wieder eingeführte Schutzumschlag. Den Umschlag illustriert ein jeweils anderes Titelbild.
Als Autoren konnten viele namhafte Berliner Historiker und Fachleute gewonnen werden, darunter Mario Krammer, Johannes Schultze, Knud Knudsen, Ernst Heinrich, Hans Lohmeyer, Bernhard Brilling, Paul Ortwin Rave, Ilja Mieck, Otto Uhlitz, Helmut Börsch-Supan, Hermann Simon, Peter Bahl, Wolfgang Ribbe, Michael Wildt, Dietmar Schenk und Helmut Engel.
Das Jahrbuch 2016 erfuhr eine besondere Beachtung in der Öffentlichkeit aufgrund der Publikation eines ausführlichen Aufsatzes zur Reichskanzlei vom Berliner Historiker Thomas Sandkühler. Der Verein ergänzte den Aufsatz auf seiner Internetseite vorübergehend mit zahlreichen, teils bisher unveröffentlichten Fotos des Gebäudes.

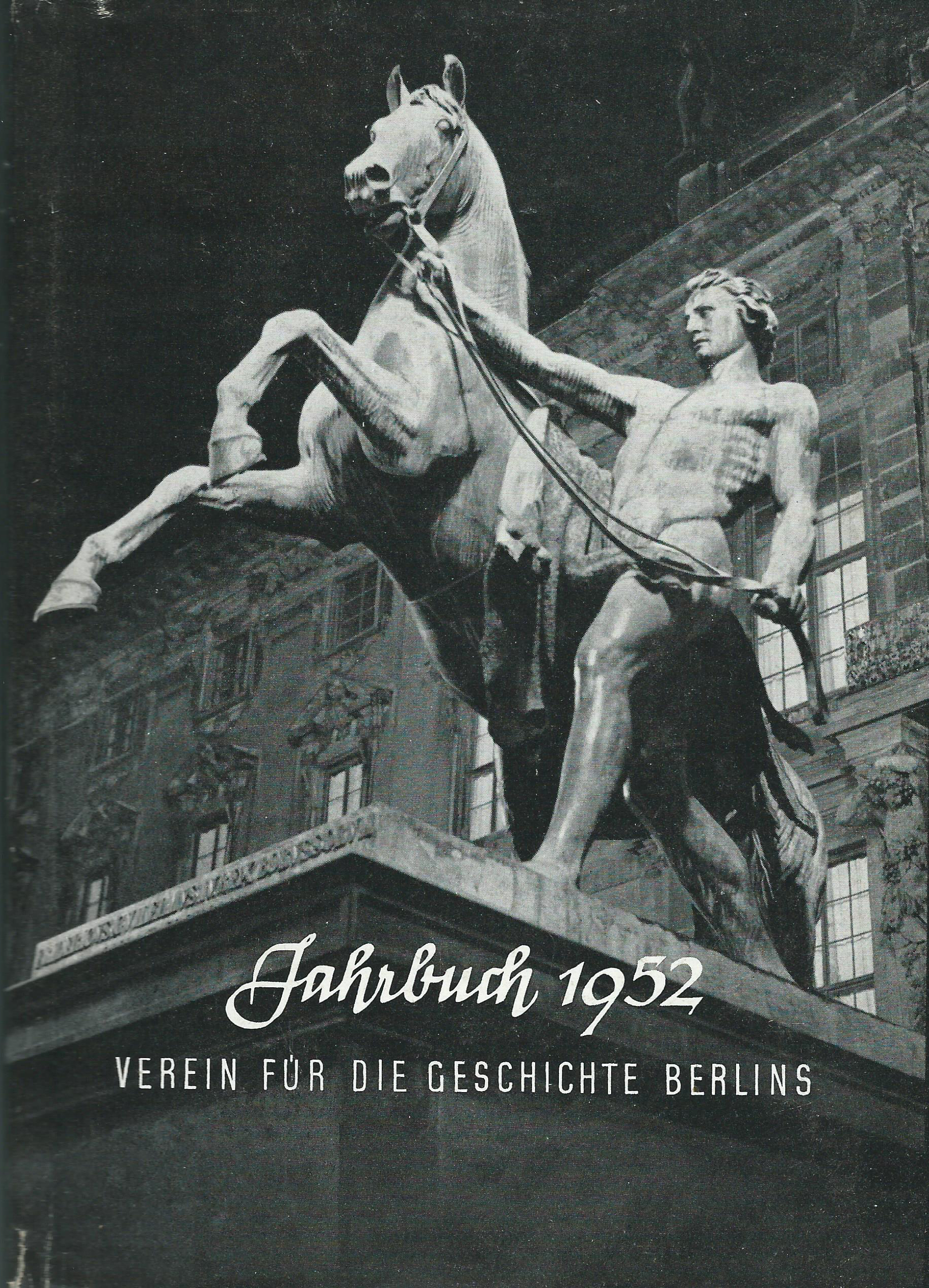
Jahrbuch 1952, erstmals mit ganzseitigem Bild auf dem Schutzumschlag
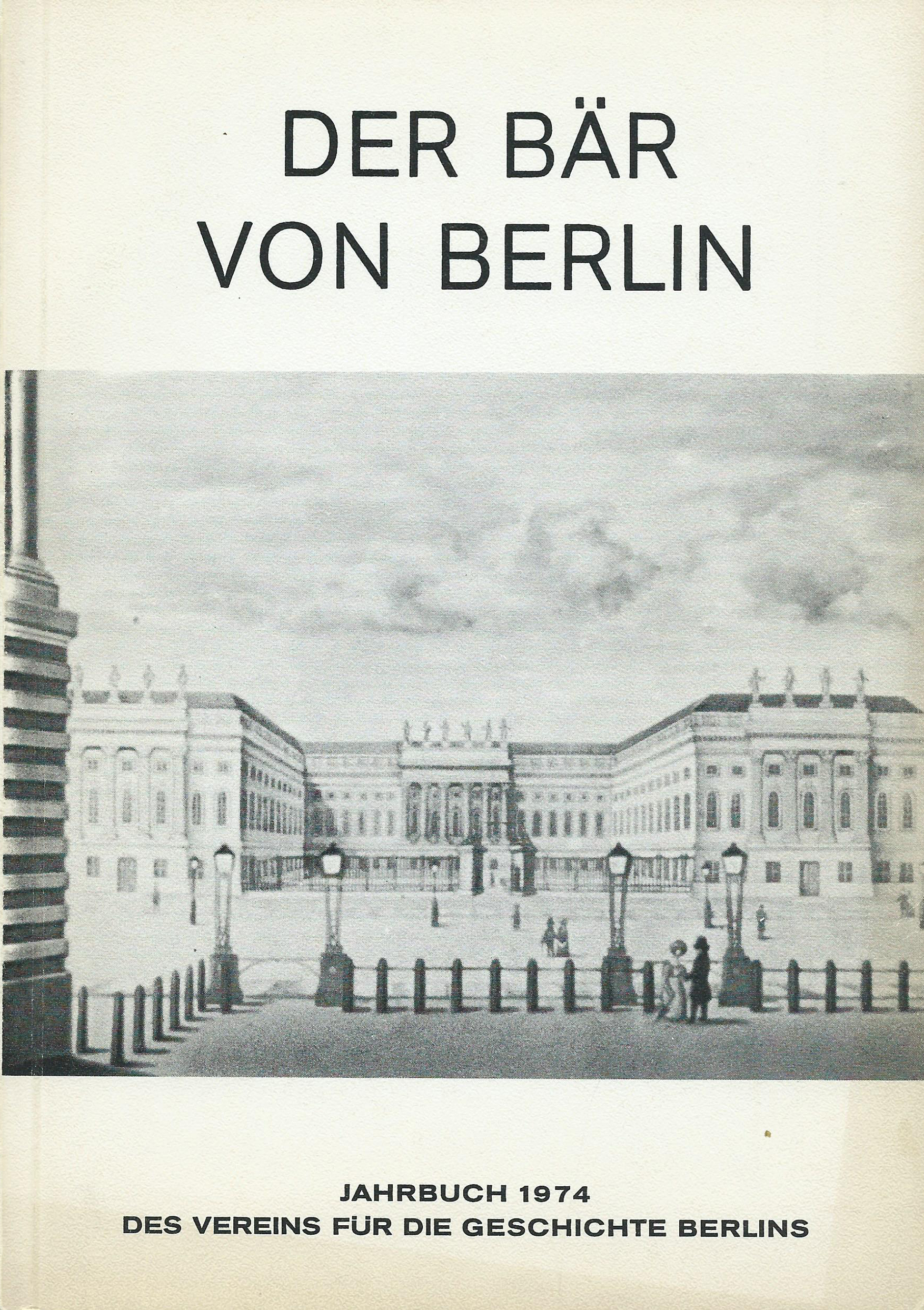
Jahrbuch 1974 mit neuem Layout
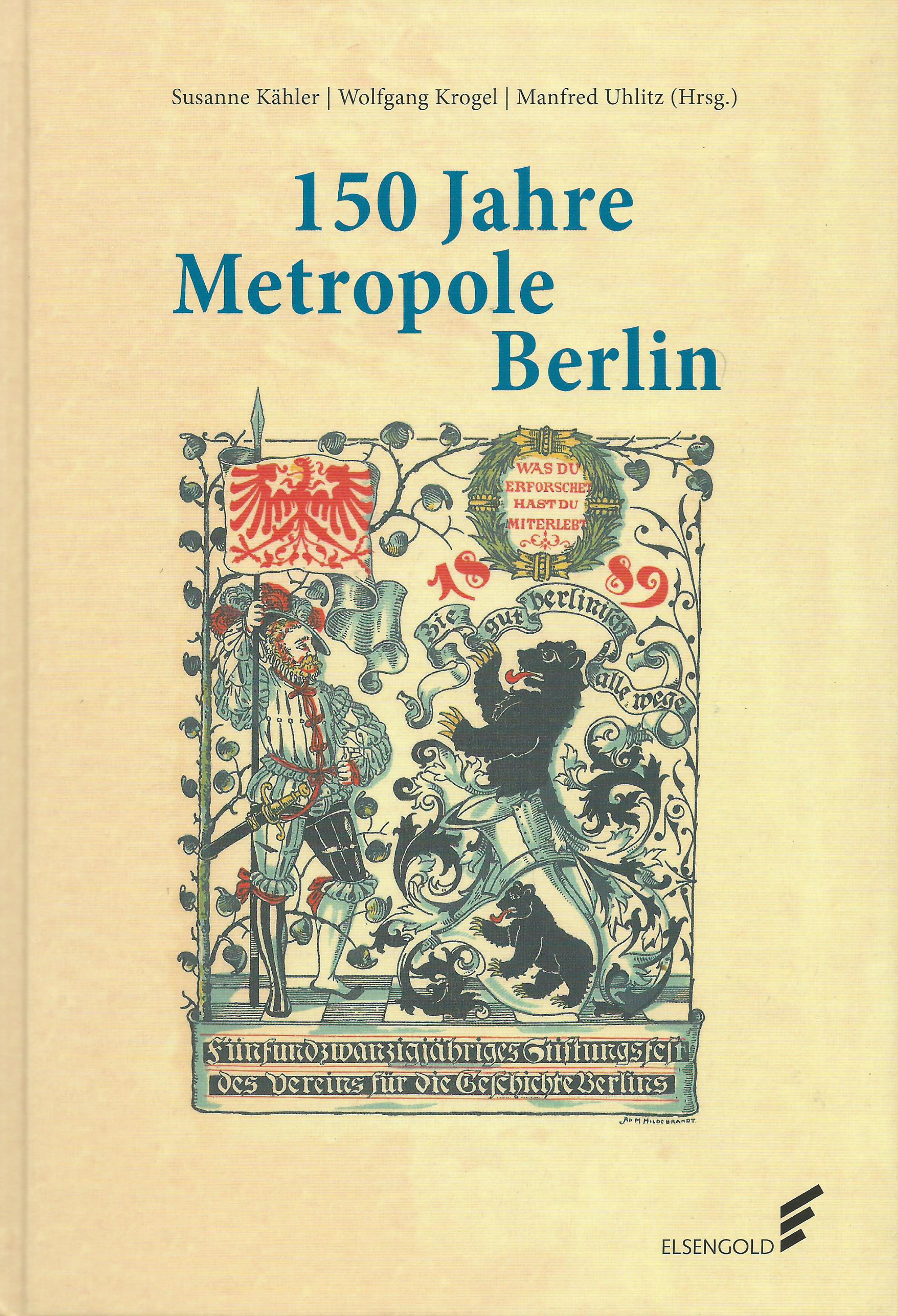
Jubiläumsjahrbuch 2014/15 im festen Bucheinband

## Herausgeber
- Ernst Kaeber (1951)
- Walther G. Oschilewski (1952–1976)
  - mit Ernst Kaeber (1952–1962)
  - mit Bruno Harms (1967–1968)
  - mit Walter Hoffmann-Axthelm (1971–1976)
- Gerhard Kutzsch (1977–1991)
  - mit Walter Hoffmann-Axthelm (1977)
  - mit Claus P. Mader (1978–1981)
- Sibylle Einholz und Jürgen Wetzel (1992–2003)
- Susanne Kähler und Wolfgang Krogel (2004–2023)
- Nina Kreibig und Bruno Torres Suñén (2023–2024)
- Bruno Torres Suñén und Thomas Sandkühler (seit 2025)

## Verzeichnisse
- Inhaltsverzeichnis der Bände des Jahrbuchs 1–25 (1951–1976). In: Jahrbuch des Vereins für die Geschichte Berlins, Berlin 1976, S. 264–276.
- Inhaltsverzeichnis der Bände des Jahrbuchs 26–50 (1977–2001). In: Jahrbuch des Vereins für die Geschichte Berlins, Berlin 2002, S. 171–182.
- Stichwortverzeichnis für die Jahrbücher 1951–2013. In: Martin Mende: Chronik des Vereins für die Geschichte Berlins. (= Schriften des Vereins für die Geschichte Berlins, Heft 65). Berlin 2015, S. 271–281.